# 釜泥
『釜泥』（かまどろ）は古典落語の演目。上方落語では『釜盗人』（かまぬすっと）の演題で演じられる。
釜茹での刑になった石川五右衛門への供養として釜を盗むことを泥棒が企図し、その対策として釜の中で寝ていた豆腐屋が釜ごと泥棒の被害に遭う、という内容。
古いものでは寛延4年（1751年）刊行の漢文体笑話本『開口新話』に見え、安永4年（1775年）には『花笑顔』収録の「盗人」や『豊年俵百噺』の収録の「大がま」をはじめとして江戸小咄に頻出する。安永2年（1773年）の『近目抜』所収の「大釜」では、泥棒に家財の大半を盗まれた味噌屋が商売道具の大釜だけは盗まれないようにその中で寝て、泥棒がそれを盗み出すという内容で、前田勇はこれを原話としている。武藤禎夫は、このプロットから「石川五右衛門供養の釜泥の防止策に仕上げたところが、後人のお手柄といえよう」と評している。

## あらすじ
石川五右衛門といえば、最初に思いつくのが釜茹での刑。 『金門五山桐』も手伝ってすっかりお馴染みとなってしまい、同業者たちは面白くない。そんな中、『五右衛門の供養として、東京中の釜を盗んでやろう』と言い出す泥棒が出現。みんながそれに同調し、町中の釜が盗まれてしまう事件が続発した。 
豆腐屋の老夫婦、釜を盗られては商売上がったりなので、爺さんが釜の中に入り寝ずの番をすることに。 しかし酒を飲んだために寝込んでしまい、その間に釜は二人の泥棒によって盗まれてしまった。泥棒が釜を運んでいると、釜の中から声がする。しまいには、釜が揺れるのを地震と勘違いして起きた爺さんが顔を出したので、釜を投げ出して泥棒は逃げた。爺さんが釜から出てみると、そこは一面の野原。  
「しまった、今度は家を盗まれた」